# 内藤和也
内藤 和也（ないとう かずや、男性、1987年11月25日 - ）は、日本の元バレーボール選手。ポジションはミドルブロッカー。

## 来歴
千葉県印西市出身。実母がママさんバレーをしていた影響で、中学1年次からバレーボールを始めた。東京学館総合技術高校を卒業後、中央大学へ進学。2008年全日本インカレ3位入賞に貢献し、スパイク賞を受賞した。同年の第20回アジア太平洋カップ代表、2009年の第21回アジア太平洋カップ、第25回ユニバーシアード代表に選ばれた。
大学バレーボール部では主将を務め、2009年11月に堺ブレイザーズの内定選手となった。卒業後の2010年に堺に入団した。
後に副キャプテンを歴任し、2019年、5月開催の第68回黒鷲旗全日本男女選抜バレーボール大会をもって現役引退。

## 所属チーム
- 印西市立小林中学校
- 東京学館総合技術高校
- 中央大学
- 堺ブレイザーズ（2010-2019年）